# Campeonato Brasileiro de Basquete Feminino
O Campeonato Brasileiro de Basquete Feminino é uma competição brasileira de basquete, organizada pela Confederação Brasileira de Basketball. Entre os anos de 1984 e 1997, o torneio era denominado Taça Brasil de Basquete e a partir de 1998 o torneio passou a ser chamado de Campeonato Nacional de Basquete, sendo organizado diretamente pela CBB até o ano de 2010, dando lugar à Liga de Basquete Feminino que na sua terceira edição não houve jogos em 2012, devido à crise financeira na época no basquete feminino, houve apenas jogos em 2013 em turno único e saindo logo para as finais.

## Títulos

### Por equipe

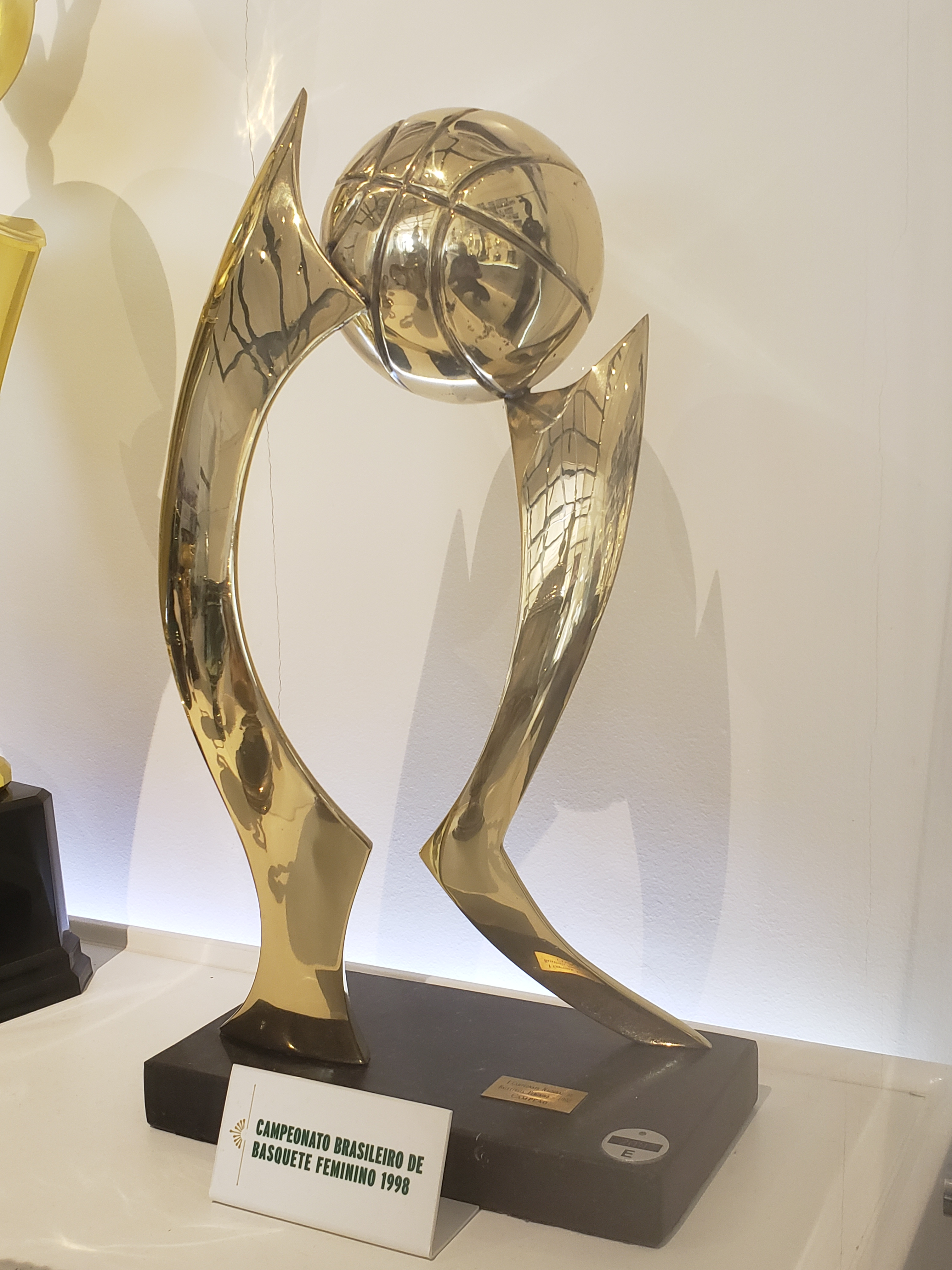
Troféu do Brasileiro de Basquete Feminino de 1998.

| Clube                    | Títulos | Vices | Anos dos Títulos                           | Anos em que foi vice              |
| ------------------------ | ------- | ----- | ------------------------------------------ | --------------------------------- |
| Americana                | 5       | 5     | 2003, 2011-12, 2013-14, 2014-15 e 2016-17¹ | 2002, 2004, 2008, 2013 e 2015-16¹ |
| Ourinhos                 | 5       | 4     | 2004, 2005, 2006, 2007 e 2008              | 2003, 2009-10, 2010-11 e 2011-12  |
| Minercal/Sorocaba        | 3       | 2     | 1987, 1991-92 e 1992                       | 1984 e 1988                       |
| Unimep                   | 3       | 1     | 1985, 1986 e 1996                          | 1987                              |
| Sampaio Corrêa           | 3       | 3     | 2015-16, 2019 e 2022                       | 2018, 2024 e 2025                 |
| SESI Araraquara Basquete | 3       | 0     | 2023, 2024 e 2025                          | —                                 |
| ADC Bradesco             | 2       | 1     | 1988 e 1990-91                             | 1989                              |
| Santo André              | 2       | 1     | 1999 e 2010-11                             | 2000                              |
| Ponte Preta              | 2       | 0     | 1994 e 1995                                | —                                 |
| Paraná                   | 1       | 2     | 2000                                       | 1999 e 2001                       |
| Catanduva                | 1       | 2     | 2009-10                                    | 2006 e 2007                       |
| Prudentina               | 1       | 1     | 1984                                       | 1985                              |
| Sport                    | 1       | 1     | 2013                                       | 2013-14                           |
| Corinthians              | 1       | 1     | 2016-17¹                                   | 2015-16¹                          |
| Basquete Campinas        | 1       | 1     | 2018                                       | 2019                              |
| Divino Salvador          | 1       | 0     | 1989                                       | —                                 |
| Data Crontrol/Americana  | 1       | 0     | 1997                                       | —                                 |
| Fluminense               | 1       | 0     | 1998                                       | —                                 |
| Vasco da Gama            | 1       | 0     | 2001                                       | —                                 |
| Guaru                    | 1       | 0     | 2002²                                      | —                                 |
| São Paulo                | 1       | 0     | 2002²                                      | —                                 |
| Ituano Basquete          | 1       | 0     | 2021                                       | —                                 |
| Blumenau                 | 0       | 1     | 2021                                       | —                                 |

¹: Parceria entre SC Corinthians e Americana Basketball.
²: Parceria entre São Paulo FC e Associação Atlética Guaru.

## Jogadoras de destaque
| - 2001 – Janeth (Vasco da Gama) - 2002 – Janeth (São Paulo-Guaru) - 2003 – Micaela (Unimed/ADCF Unimed/Americana) - 2004 – Janeth (Unimed/Ourinhos) - 2005 – Micaela (Unimed/Ourinhos) - 2006 – Lisdeivi Victores Pompa (Unimed/Ourinhos) - 2007 – Lisdeivi Victores Pompa (Unimed/Ourinhos) - 2008 – Micaela (Unimed/Ourinhos) - 2009-10 – Gilmara (Catanduva) - 2010-11 – Ariadna (Santo André) - 2011-12 - Clarissa (ADCF Unimed/Americana) - 2013 - Clarissa (ADCF Unimed/Americana) - 2013-14 - Ariadna (ADCF Unimed/Americana) - 2014-15 - Clarissa (ADCF Unimed/Americana) - 2015-16 - Iziane (Sampaio Corrêa) - 2016-17 - Damiris (Corinthians-Unimed/Americana) - 2018 - Melisa Gretter-ARG (Basquete Campinas) - 2019 - Raphaella Monteiro (Sampaio Corrêa) - 2021 - Thayná (LSB-RJ) - 2022 - Thayná (LSB-RJ) - 2023 - Aline (Araraquara) - 2024 - Gabi Guimarães (Ituano) | - 1998 – Janeth (Arcor/Associação Desportiva Santo André) - 550 pontos - 1999 – Karina (Sport/Emulsão Scott) - 456 pontos - 2000 – Janeth (Arcor/Associação Desportiva Santo André) - 508 pontos - 2001 – Janeth (Vasco da Gama) – 622 pontos - 2002 – Janeth (São Paulo-Guaru) – 358 pontos - 2003 – Micaela (Unimed/ADCF Unimed/Americana) – 518 pontos - 2004 – Janeth (Unimed/Ourinhos) – 350 pontos - 2005 – Cléia (Catanduva) – 363 pontos - 2006 – Kattya (Associação Desportiva Santo André) – 187 pontos - 2007 – Iziane (Unimed/Ourinhos) – 666 pontos - 2008 – Tayara (Sport/Maurício de Nassau) - Média de 20,4 pts por jogo - 2009-10 – Ariadna (Associação Desportiva Santo André) - Média de 20,5 pontos por jogo - 2010-11 – Ariadna (Santo André Basquete) - Média de 17,7 pontos por jogo - 2011-12 – Iziane (Maranhão Basquete) – Média de 26,8 pontos por jogo - 2013 – Iziane (Maranhão Basquete) - Média de 20,1 pontos por jogo - 2013-14 – Jaqueline (Santo André) - Média de 15,8 pontos por jogo - 2014-15 – Iziane (Maranhão Basquete) – Média de 20,6 pontos por jogo - 2015-16 - Damiris (Corinthians-ADCF Unimed/Americana) - Média de 19,5 pontos por jogo - 2016-17 - Damiris (Corinthians-Unimed/Americana) - Média de 21,2 pontos por jogo - 2018 - Jaqueline Silvestre (Santo André Basquete) - Média de 20.95 por jogo - 2019 - Aruzha Michaski (Sorocaba/Pró Esporte) - Média de 16,5 por jogo - 2021 - Thayná (LSB-RJ) - Média de 21,1 por jogo - 2022 - Thayná (LSB-RJ) - Média de 22,3 por jogo - 2023 - Thayná (Sodiê Mesquita) - Média de 16,9 por jogo - 2024 - Gabi Guimarães (Ituano) - Média de 20,4 por jogo |